# Železniční vůz

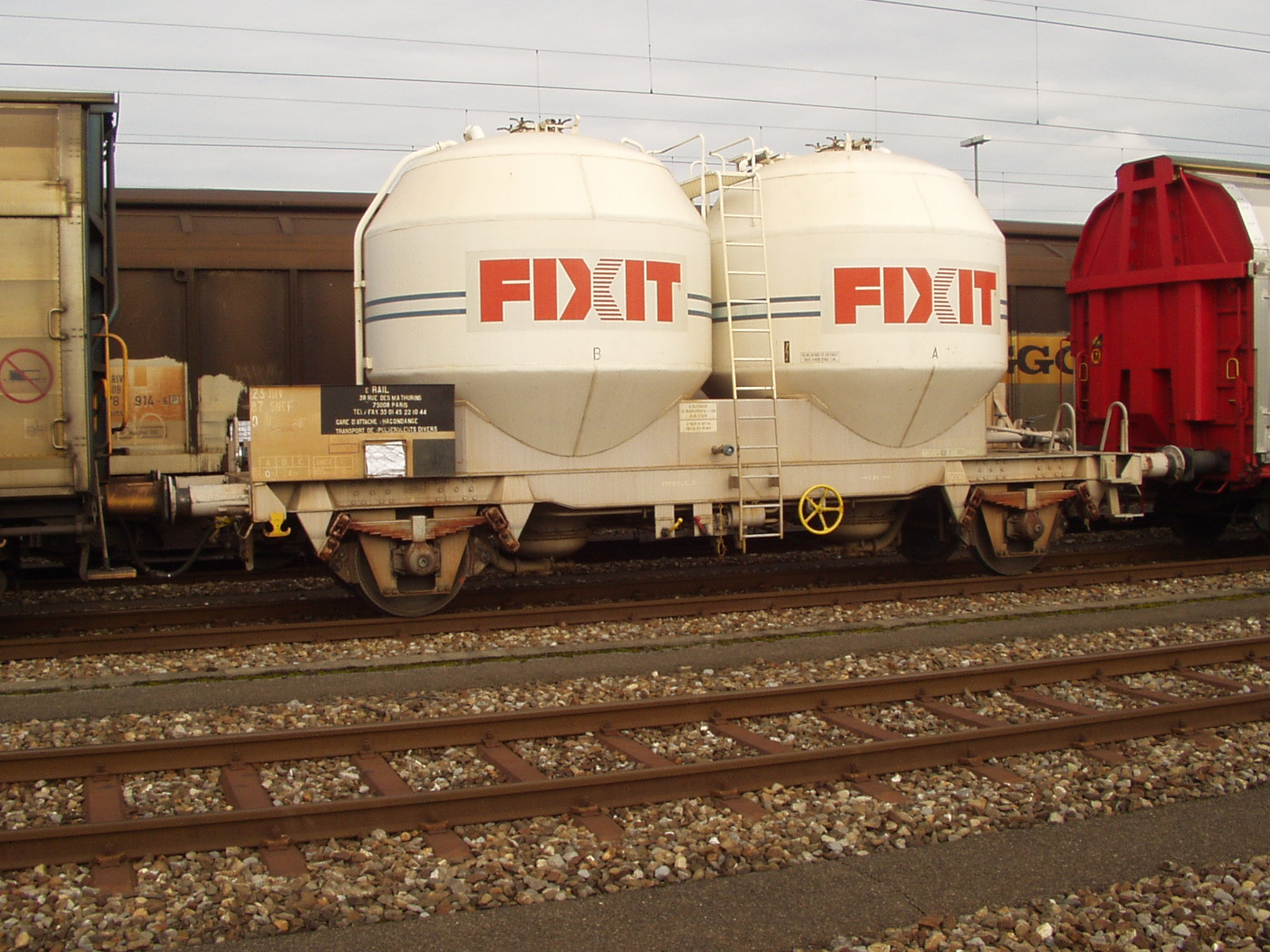
Vůz na cement SNCF

Železniční vůz je označení pro kolejové vozidlo určené pro železnici, které není lokomotivou.
- tažené železniční vozidlo (bez vlastního pohonu), lidově nazývané vagon (aktuální (2020) pravidla pravopisu se snaží o jeho sjednocení a zjednodušení pravopisu a upřednostňují tak v písemné formě krátké o)
- hnací vozidlo (vozidlo s vlastním pohonem) určené pro přepravu osob nebo nákladů a tažení dalších železničních vozidel (posledně jmenované není podmínkou). Takové vozidlo se nazývá motorový vůz, elektrický vůz, parní vůz a podobně podle druhu použitého pohonu.

Podle stavby se dělí vozy na dvě základní skupiny:
- vozy osobní
- vozy nákladní

## Osobní vozy
Podle účelu jsou rozlišovány vozy:
- osobní,
  - oddílové,
  - velkoprostorové,
- lehátkové,
- lůžkové,
- restaurační,
- služební,
- poštovní,
- s kombinovanými funkcemi, např. osobní a služební, nebo vozy se stanovištěm strojvedoucího, ze kterého lze ovládat hnací vozidlo (řídicí vozy),
- speciální.

Nyní stavěné osobní vozy se obvykle vyznačují těmito konstrukčními charakteristikami:
- samonosnou nebo částečně nosnou vozovou skříní z oceli nebo slitiny hliníku,
- mezivozovými přechody na konci vozu,
- dvěma dvounápravovými podvozky s dvojstupňovým vypružením a s hydraulickými tlumiči kmitů, s pryžovými prvky k tlumení hluku a vibrací, bezrozsochovým vedením dvojkolí a kotoučovými brzdami,
- elektrickou sítí s elektronickým zdrojem napájeným z hnacího vozidla, jen výjimečně ještě s alternátorem.

Zvláštní skupinu tvoří vozy lehké stavby, které slouží jako přívěsné k motorovým nebo elektrickým vozům. Kvůli omezení hmotnosti je jejich skříň stavěná na přenos menších sil, také jejich spřáhlo bývá drobnější. Jsou-li opatřeny nárazníky a šroubovkou (také odlehčenou), jsou v ČR označovány nápisem „Vůz smí být zařazen jen na konci vlaku“.

## Nákladní vozy
Vozy nákladní bývají přizpůsobeny přepravovaným nákladům. Bývají dvounápravové nebo podvozkové, obvykle s dvounápravovými podvozky. Bývají stavěny na nižší rychlosti, obvykle se vyznačují jednostupňovým vypružením, rozsochovým vedením dvojkolí, ocelovými pružinami nebo pružnicemi a špalíkovou brzdou. V současné době se však ve snaze o zvýšení rychlosti (a tedy konkurenceschopnosti) nákladních vlaků začínají prosazovat některé prvky známé z vozů osobní stavby - hydraulické tlumiče, kotoučové brzdy, bezrozsochové vedení dvojkolí a podobně.

## Označování vozů
Držitelé vozů je obvykle identifikují očíslováním. Pokud nejsou zároveň provozovateli dráhy a zejména pokud vozy mají jezdit po drahách více různých provozovatelů (typicky v mezistátním provozu), vzniká nutnost definovat číslovací systém úmluvou (či mocenským nařízením).
Evropské železniční správy sdružené v Mezinárodní železniční unii (UIC) v 60. letech 20. století zavedly (nejprve pro normálněrozchodné vozy) jednotné značení pomocí dvanáctimístných čísel.
Úmluvy také určují - vedle způsobu zacházení s cizími vozy a účtování poplatků za jejich používání - obsah, rozsah, vzhled a umístění nápisů a značek na vozech, informujících o jejich technických a provozních parametrech a zvláštnostech ovládání a obsluhy. Důležité údaje se vyznačují přímo na vozech, protože vozy (podobně jako např. kontejnery a na rozdíl od automobilů) nejsou doprovázeny obsluhou.